# محمود عبد الرحيم الرجبي
محمود عبد الرحيم محمود الرجبي قاص وشاعر يكتب بثلاث لغات في مختلف الأجناس الأدبية من شعر ونثر، وكذلك له تجربة كبيرة في مجال أدب الأطفال.	
ولد في مدينة الزرقاء _الأردن عام 1964, حاصل على بكالوريوس هندسه ميكانيكيه ويعمل في مصفاة البترول الأردنيه، عضو الرابطة الوطنية وتعليم الأطفال _مؤسسه الملكة نور، شارك في عدد من مؤتمرات الكئاب العرب والمؤتمرات المتخصصة في الطفولة وثقافة الطفل ما قبل المدرسة وتقدم بعدد من الأبحاث في هذا المجال، مستشار تحرير في مجلة (الشرطي الصغير) التي تصدر عن الأمن العام في الأردن، عضو لجنة التحكيم في مهرجان (أغنية الطفل) الثاني في عام 1996, شارك في مؤتمر اتحاد الكتاب الذي اقيم في الأردن 1992 في ندوة أدب الخيال العلمي، أصدر أكثر من مئة كتاب بالمجالات المختلفة للكبار وللصغار.

## من أعماله في أدب الأطفال
اصدر ما يزيد عن (70) كتاباً في أدب الأطفال، ما بين الشعر والقصة، لكافة المستويات العمرية، وباللغتين العربية والإنجليزية، نذكر منها على سبيل المثال:-
- سلسلة (حكايات من بلادي) (1-4) بالاشتراك.
- عاش استقلال بلادي (قصة).
- حكايات مرشد مرور (قصة) على شكل (بوستر).
- الحركة المرورية (قصة) على شكل (بوستر).
- وحوش الغابة (مسرحية).
- ديوان شعر (أناشيد وألحان) كاسيت باللغة الإنجليزية بعنوان (المسلمون الصغار (Little Moslems.
- ديوان شعر (أناشيد والحان) كاسيت باللغة الإنجليزية بعنوان (أنا مسلم I'm a Moslem).

- (تحيا في القلب بلادي) - ديوان شعر 1993 .
- (الكعكات الخمس) - قصة - 1994 - الإمارات المتحدة.[1]
- (يوميات كوكب يحتضر) - قصة - 1994- منحة من الحكومة الكندية - جمعية البيئة الأردنية[2]

- (زهرة حزينة)- قصة - 1994 - منحة من الحكومة الكندية - جمعية البيئة الأردنية

- (البحث عن صديق) - قصة – 1994 – الرابطة الوطنية لتربية وتعليم الأطفال
- (الحمار الجميل) - قصة - 1993- الأردن

- (الضفدع الطبال) - قصة - 1993- الأردن

- (مدينة الطعام والشراب) - قصة- 1996 -الأردن
- (مدينة الامراض) - قصة - 1996- مصر
- (مدينة المزاح) - قصة - 1996- مصر
- (مدينة التعزية) - قصة- 1996- مصر
- (مدينة الكلام) - قصة- 1996- مصر
- (مدينة العطاس) - قصة -1996- مصر
- (مدينة الاستئذان)- قصة - 1996- مصر
- (مدينة السلام) - قصة - 1996- مصر
- (مدينة المجلس) - قصة - 1996- مصر
- (مدينة التهنئة) - قصة - 1996- مصر
- (يوم في حياة شرطي المرور) - قصة -على شكل بوستر- 1995
- (اشارت المرور – لغة عالمية) - قصة - على شكل بوستر- 1995
- (منصور لم يموت) - قصة - 1995- بالاشتراك
- (الحلم الجميل) - قصة - 1999
- (أجمل تلميذة في المدرسة) - قصة - 2002- وزارة الثقافة – الأردن

- مجموعة من القصص المصورة في المجلات المختلفة مثل: وسام، سنابل، أروى، فارس، أسامة، الشرطي الصغير، عبود، الفاتح.
- الناس الناس (جحا القرن 21) [3]
- الفيل المغرور [4]
- سداد الدين (جحا القرن 21) [5]

## إصدر عدداً من ألعاب الأطفال
- لعبة (الطريق إلى القدس) إعداد مشترك -1993.
- لعبة (رحلة عبر الأردن) إعداد مشترك -1994.
- لعبة (الطريق إلى الكنز) إعداد مشترك -1994.
- لعبة (عمالقة الفضاء) -1996.
- لعبة (الحج) - 1996.
- لعبة (مرشد المرور) - 1996.
- العديد من ألعاب الأطفال عبر مجلة الشرطي الصغير ومجلات الأطفال المختلفة.

## الخبرات
- عضو الرابطة الوطنية لتربية وتعليم الأطفال – مؤسسة الملكة نور.
- شارك في عدد من مؤتمرات الكئاب العرب والمؤتمرات المتخصصة في الطفولة وثقافة الطفل ما قبل المدرسة وتقدم بعدد من الأبحاث في هذا المجال.
- مستشار تحرير في مجلة (الشرطي الصغير) التي تصدر عن الأمن العام في الأردن.
- عضو لجنة التحكيم في مهرجان (أغنية الطفل) الثاني في عام 1996 .
- شارك في مؤتمر اتحاد الكتاب الذي اقيم في الأردن 1992 في ندوة أدب الخيال العلمي والأطفال بثلاثة أبحاث:-

البحث الأول: أدب الخيال العلمي: النوع والكم والتوجه.
البحث الثاني: دراسة استكشافيه ميدانية حول أدب الخيال العلمي وأثره على الأطفال.
البحث الثالث: المجلات العربية وأدب الخيال العلمي.
- شارك في مؤتمر الرابطة الوطنية لتربية وتعليم الأطفال ببحث عنوانه: (الألعاب وثقافة طفل ما قبل المدرسة) 1993.
- سجل بصوته وأذاع العديد من قصص الأطفال وأناشيدهم عبر الإذاعة الأردنية في برنامج (دنيا الأطفال).
- شارك بالعديد من اللقاءات والندوات التلفزيونية والإذاعية حول أدب الأطفال.
- كتب العديد من الأغاني لمسرحيات الأطفال في الأردن.
- نشر العديد من القصص والأشعار والأناشيد والسيناريو عبر صحف ومجلات الأطفال مثل: وسام، سنابل، أروى، فارس، أسامة، الشرطي الصغير، عبود....

## أثره
يتواجد كمبدع على الشبكة العنكبوتية خصوصاً الفيسبوك ويشرف على عدد كثير من المجموعات الأدبية النشطة وذات الحضور الشبابي ومنها:
- أولاً: فن كتابة القصة القصيرة جدا.
- ثانياً: المقهى الثقافي لتجارب المبدعين في القصة القصيرة جدا.
- ثالثاً: قصة من ست كلمات.
- رابعاً: نادي الهايكو العربي
- خامساً: نادي الأبيجراما العربي.
- سادساً: مقهى التأملات والشذرات العربي.
- سابعاً: نادي التوقيعات الأدبية.

## مقابلات
- جريدة الرأي اليوم لمؤسسها عبد الباري عطوان [6]

## مما نشر عنه
- قالوا عن محاوراته التي صدرت بكتاب من ثقب الإبرة عام 1987م:

(ولعل فرحي بمحمود ناجم عن الفكر الناقد الصافي الذي خرج بنسيج لغوي نقي، وما أقل ما يلتقى الطرفان في هذا الزمان !!.
ولقد اختار محمود هذه التشكيلة الأدبية التي يضع (نقداته) في إطارها فاختار شكل المحاورة التي تؤدي الغرض الصائب في أقصر طريق !
ومن الطريف أن يتأثر محمود برؤية (ابي حيان التوحيدي) للصداقة والصديق وللحياة والمجتمع، وبرؤية (الجاحظ) للعلاقات، ويجدد في الرؤيتين، ثم برؤية الدكتور طه حسين في (جنة الشوك)!! 
ان اختيار محمود لهذه التشكيلة الحوارية اختيار موفق، فليس هناك أعمق من الموقف الدرامي الحواري، وليس هناك ما هو اقدر على كشف زاوية الرؤية التي ينظر بها محمود لشبكة العلاقات الاجتماعية ! 
وقد جاءت هذه الأفكار كأنها اشواك حيناُ، وكأنها زهرات حيناُ أخرى، وكأنها قطرات ندى حيناُ ثالثا: وهي ممتعة في جميع الاحوال، لها مذاقها الخاص ولها طعمها، ولها قيمتها ! 
وليست هذه (المحاورات) مجرد أقوال، بل هي (ثلاثمائة) زاوية للرؤية، وهي على تعدد مواقفها تشكل موقعاُ راسخاُ في الحياة.)
(من تقديم الأستاذ الدكتور عبد الرحمن ياغي
لكتاب (مِنْ ثقب الإبرة) عام 1987م.)
- (وفي هذه التجربة ملامح نضج كثيرة وبوادر تطوّر بارزة، وهي تدُلّ على موهبة أدبية تشق طريقها إلى الساحة متسلحة بحس أدبي نابض بالحياة والوعي، ومتمكنة من عناصر النجاح في ميدان الكلمة البديعة، من عبارة تتسم بالصفاء والإشراق إلى نظر يشمل قضايا كثيرة في محيطنا.)

(من كلمة الغلاف للدكتور صلاح جرار 
على كتاب (من ثقب الإبرة) عام 1987م)
- ومن مجلة الفاتح:[7]

محمود عبد الرحيم الرجبي من الذين كتبوا لكم كثيراً من السيناريوهات، والقصص، والأشعار، والروايات، والبرامج التي قرأتموها في عدد من مجلاتكم، مثل مجلة فراس، ومجلة الرواد، ومجلة سلام، ومجلة الفاتح، وفي غيرها من المجلات التي تقرؤونها، وأظنكم تذكرون اسمه جيداً. 
ولد كاتبكم وشاعركم محمود عبد الرحيم الرجبي في مدينة الزرقاء –الأردن في تاريخ 2/7/1964 ودرس الهندسة، وحصل على بكالوريوس هندسة ميكانيكية، وهو يعمل في اختصاصه الهندسي ولكن اختصاصه هذا لم يصرفه أو يبعده عنكم، ولعلكم تذكرون رواياته الأربع التي كتبها لكم، وهي:
الصيف والشتاء-وحماة وكنّة-وزينب اليتيمة-والصديق الوفي، كتبها بالاشتراك مع كاتب الأطفال الذي تعرفونه: محمد جمال عمرو، ولعلكم تذكرون عملهما المشترك الذي قرأتموه في الأعداد السابقة من الفاتح، وهو:
دنيا الأحلام (بناة الوطن) وهي مسرحية غنائية.
وكتب لكم الأستاذ الرجبي:
-عاش استقلال بلادي (حوارية للأطفال).
-وحوش الغابة (مسرحية غنائية).
-ميلاد دولة الإسلام. للأطفال. حوار حول هجرة الرسول الكريم صلى الله عليه وسلم.

## نشر العديد من الكتب للكبار منها
- من ثقب الإبرة (محاورات) عام 1987.
- هكذا ميلاد الجنون (شعر) عام 1988.
- الفقراء لا يحبون الكتب (قصص قصيرة جداً) عام 1991.
- الهدير (ديوان شعر) على شريط تسجيل.
- وجهان ومرآة واحدة (قصص قصيرة) عام 1992.
- لست أعمى كي أرى (محاورات) عام 2013.
- ليس أكثر أو اقل (قصص قصيرة جداً) عام 2013.
- لم أخرج مني بعد (محاورات) عام 2014.

|         |               |  |               |              |              |
| معلومات | صدر عام 1991. |  | صدر عام 2013. | صدر عام 2013 | صدر عام 1987 |

## طرق للتواصل مع الكاتب
- الصفحة الرسمية على موقع الفيسبوك Mahmoud Al-Rajabi
- المدونة الإلكترونية http://writermahmoudalrajabii.blogspot.com/